# Сирецький парк
Сире́цький парк — парк у Києві в районі Сирець на вулиці Парково-Сирецькій, 2.

## Історія
Парк розплановано 1957 року на місці пустиря біля дитячої залізниці, відкритої 2 серпня 1953 року. Спочатку дитяча залізниця була у формі петлі зі станціями «Комсомольська», «Піонерська» та «Технічна». У 1960-і роки закрили станцію «Комсомольська», а на північ від неї побудували станцію Яблунька.
У 1991 р. на вході до парку відкрили пам'ятник в'язням Сирецького концтабору роботи скульптора Олександра Левича, архітектора Юрія Паскевича й конструктора Б. Гіллера, відкритий в 1991 році. І хоч на пам'ятнику написано «На цьому місці під час німецько-фашистської окупації за гратами Сирецького концтабору замучено десятки тисяч радянських патріотів», сам пам'ятник розташований не там, де раніше був концтабір, територія якого лежала за межами Сирецького парку.
У радянську добу парк називався ім. 40-річчя Жовтня. Був перейменований на Сирецький не пізніше 2009 року

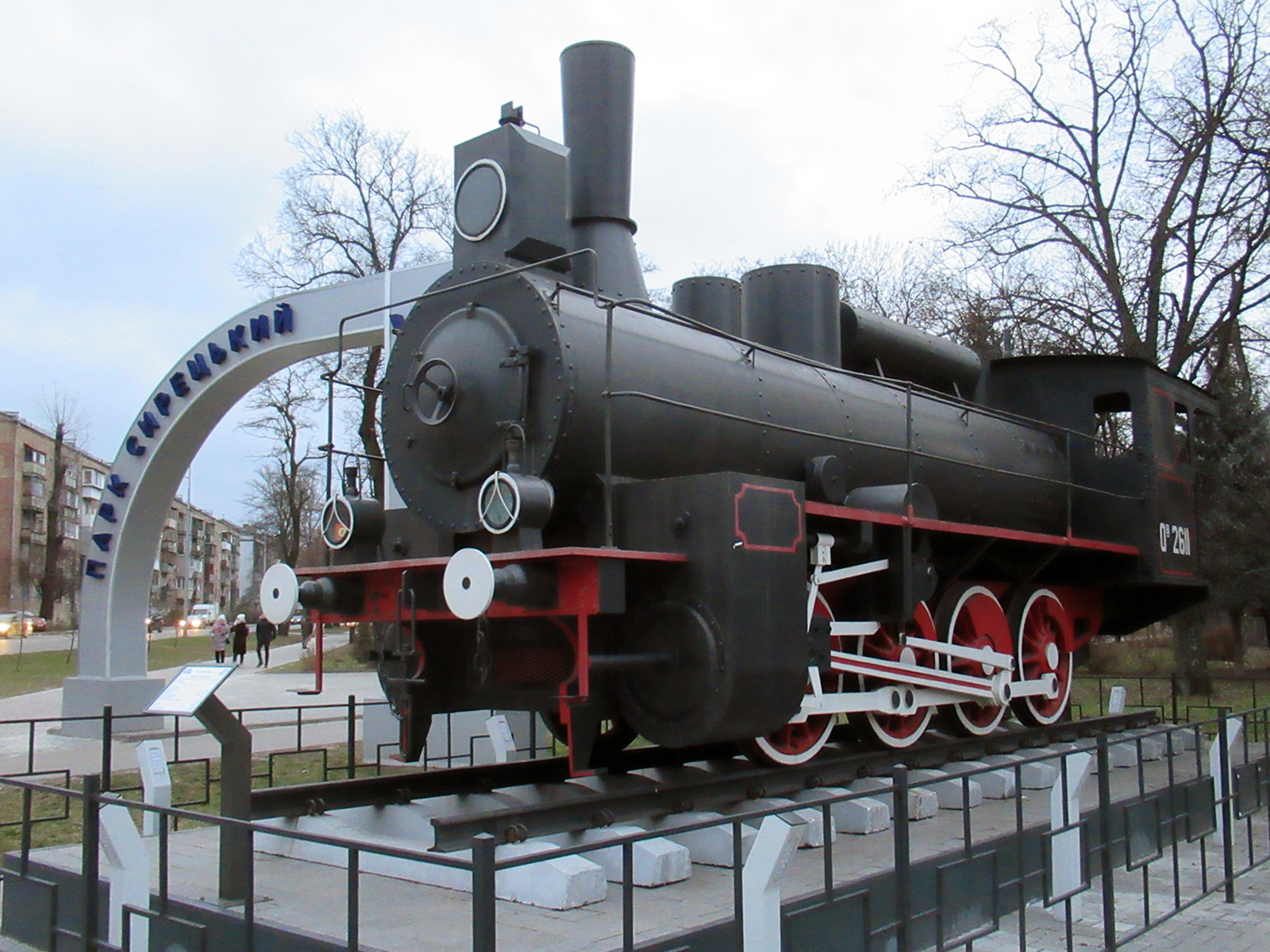
макет паротяга О^{в}-2611 передо входом до дитячої залізниці, установлений у 2019

У вересні 2018 р. відкритий після капітальної реконструкції, вартість якої становила 31 млн гривень.

## Опис
У парку є великий віадук через яр, висотою 19,6 метра і довжиною 100 метрів.